# تشارلز براون (سياسي أمريكي، مواليد 1873)
تشارلز براون (بالإنجليزية: Charles Brown) هو سياسي أمريكي، ولد في 28 سبتمبر 1873 في موراي في الولايات المتحدة، وتوفي بنفس المكان في 8 فبراير 1943. انتخب عمدة موراي (1906 – 1909).